# 陽気にうたえば
「陽気にうたえば」（ようきにうたえば、スペイン語：Las chiapanecas）は、メキシコのチアパス州の伝統歌謡およびそれを原曲とする日本語の歌。原題の「チャパネカス (Chiapanecas)」は「チアパスの娘たち」を意味する。同州では第二の州歌のように扱われている。
もともとは、チアパ・デ・コルソの音楽家ブルマーロ・ロペス・フェルナンデス（1878年 - 1960年）によって書かれたソロ演奏の歌曲である。チアパ・デ・コルソの町で生まれ育った彼は、婚約者のチャパネカ（チアパス娘）の着ていた民族衣装に発想を得てこの歌を書いた。彼の死後も、未亡人となったフアナ・マリア・バルガスがオリジナルの楽譜を保管していた。
のちに、メキシコ市出身の作曲家で楽団指揮者でもあったフアン・アロサメーナ（Juan Arozamena, 1899年 - 1926年）がこの曲を演奏し、現在広く知られている歌詞を施した。この歌詞はナット・キング・コールの歌唱などでも知られている。
この曲の作者を巡っては論争が続いているが、最も可能性が高いのが、ブルマーロ・ロペス・フェルナンデスがメロディーを作曲し、のちにフアン・アロサメーナが歌詞を書いたというものである。この両者の素晴らしい音楽的霊感がなかったら、この作品は完成しなかったことであろう。
時がたつにつれて、これに踊りの振付がつくようになり、チアパ・デ・コルソ発祥のチャパネカ風衣装 (Traje de chiapaneca)をまとって踊るものになった。現在はチアパス州を代表する象徴となっている。

## 日本語版
1964年12月 - 1965年1月にNHKの歌番組「みんなのうた」で放送された。
- 作詞：小林幹治、編曲：若松正司、歌：ボニージャックス。
- 「みんなのうた」では メキシコの若者をたたえた楽曲になっている。
- 映像は久里洋二製作のアニメーション。
- 映像は現存するものの再放送はされていなかったが、2023年2月 - 3月にラジオのみではあるが、58年ぶりの再放送となる。